# Maison au 2, rue du Haut-Koenigsbourg à Bergheim
La maison au 2, rue du Haut-Koenigsbourg est un monument historique situé à Bergheim, dans le département français du Haut-Rhin.

## Localisation
Ce bâtiment est situé au 2, rue du Haut-Koenigsbourg à Bergheim.

## Historique
L'édifice fait l'objet d'une inscription au titre des monuments historiques depuis 1929.